# Offensive du Donbass (août 1943)
Pour les articles homonymes, voir Bataille du Donbass.
Front de l'Est de la Seconde Guerre mondiale
Batailles
Front de l’Est

Prémices :
- Campagne de Pologne
- Guerre d’Hiver

Guerre germano-soviétique :
- 1941 : L'invasion de l'URSS

- Opération Barbarossa

Front nord : 
- Guerre de Continuation
- Opération Silberfuchs
- Siège de Léningrad

Front central : 
- 2e bataille de Brest-Litovsk
- Bataille de Białystok–Minsk
- 1re bataille de Smolensk
- Bataille de Kiev

Front sud : 
- Siège d'Odessa
- Campagne de Crimée

- 1941-1942 : La contre-offensive soviétique

Front nord : 
- Poche de Demiansk
- Poche de Kholm

Front central : 
- Bataille de Moscou

Front sud : 
- Seconde bataille de Kharkov

- 1942-1943 : De Fall Blau à 3e Kharkov

Front nord : 
- Offensive de Siniavino
- Opération Iskra
- Bataille de Krasny Bor
- Opération Poliarnaïa Zvezda

Front central : 
- Opération Mars

Front sud : 
- Bataille du Caucase (opération Fall Blau)
- Bataille de Stalingrad
- Opération Uranus
- Opération Saturne
- Offensive d'Ostrogojsk-Rossoch
- Offensive de Voronej-Kastornoe
- Opération Gallop
- Opération Étoile
- Troisième bataille de Kharkov

- 1943-1944 : Libération de l'Ukraine et de la Biélorussie

Front central : 
- 2e bataille de Smolensk
- Opération Bagration

Front sud : 
- Bataille de Koursk
- Bataille du Dniepr
- Offensive Dniepr-Carpates
- Offensive de Crimée
- Offensive de Lvov-Sandomir

- 1944-1945 : Campagnes d'Europe centrale et d'Allemagne

Allemagne : 
- Offensive Vistule-Oder
- Offensive de Poméranie orientale
- Siège de Breslau
- Offensive de Prusse-Orientale
- Bataille de Königsberg
- Bataille de Seelow
- Bataille de Bautzen
- Bataille de Berlin
- Capitulation allemande

Front nord et Finlande : 
- Guerre de Laponie
- Offensive Leningrad-Novgorod
- Bataille de Narva

Europe orientale : 
- Opération Margarethe
- Insurrection de Varsovie
- Soulèvement national slovaque
- Opération Panzerfaust
- Bataille de Budapest
- Opération Frühlingserwachen
- Offensive de Vienne
- Insurrection de Prague
- Offensive de Prague
- Bataille de Slivice

Front d’Europe de l’Ouest

Campagnes d'Afrique, du Moyen-Orient et de Méditerranée

Bataille de l’Atlantique

Guerre du Pacifique

Guerre sino-japonaise

Théâtre américain
L'offensive stratégique du Donbass d'août 1943 est une opération stratégique de l'Armée rouge soviétique sur le front oriental de la Seconde Guerre mondiale, dans le but de libérer le bassin industriel du Donbass, avec comme principaux centres Vorochilovgrad et Stalino.

## Situation avant l'offensive

### Côté allemand
Avec la bataille de Koursk faisant rage au nord et d'importantes réserves retirées de la 1re Panzerarmee et de la 6e armée pour permettre une si grande offensive, la situation allemande dans la région du Donbass n'est pas particulièrement solide. La 1re Panzerarmee de Mackensen n'a pas de divisions blindée à sa disposition, et dispose à la place de neuf divisions d'infanterie, considérablement éclaircies pour la poussée du général Manstein sur la partie sud du saillant de Koursk. De même, la 6e armée, qui vient à peine d'être reconstituée après son anéantissement à Stalingrad, se voit attribuer huit divisions d'infanterie et une division de montagne.
Les troupes occupant ce secteur du front ne sont pas aussi bien équipées que leurs homologues du nord, et certaines divisions de terrain de la Luftwaffe sont incluses dans l'ordre de bataille des 6e et 1re Panzerarmee. Pour aggraver les choses, les remplacements n'avaient pas suivi les pertes croissantes sur le front de l'Est dans son ensemble, et ce secteur n'était pas différent. Une précédente offensive soviétique dans la région est repoussée avec l'aide des SS et de divisions Panzer régulières, mais celles-ci ont depuis été supprimées pour traiter des questions plus urgentes au nord ; en particulier les batailles autour de Kharkov. Par conséquent, le 16 août 1943, lorsque l'Armée rouge lance son attaque, les forces allemandes dans cette zone ont du mal à tenir la ligne sans l'aide des fleuves Donets et Mious, ou d'un solide soutien blindé pour repousser l'assaut soviétique.

### Côté soviétique
Après l'échec de l'offensive quelques semaines plus tôt, la Stavka ordonne aux fronts du Sud-Ouest et du Sud de reconsidérer leur attaque et de se préparer à une nouvelle offensive plus tard en août. Semblable à l'offensive de juillet, les Soviétiques ont pour objectif d'encercler le gros de la 6e armée en fermant l'écart autour de la ville de Stalino. Du nord, les 8e et 3e armées de la Garde doivent frapper vers le sud en direction de Debal'cevo, tandis que les 44e (ru), 28e, 2e et 5e armées de choc doivent pousser vers l'ouest et maintenir la pression sur les unités faibles de la 6e armée.
La principale préoccupation du commandant du front du Sud, Fiodor Tolboukhine, repose sur la faiblesse relative de ses unités après les attaques ratées de juillet. Pour cela, il obtient un léger délai de deux jours après le lancement de l'offensive du front du Sud-Ouest contre la 1re Panzerarmee. Ce répit, qui permettra aux Allemands de détecter les intentions des plans soviétiques, est jugé nécessaire pour prévenir un désastre.

## Déroulement de l'opération
L'opération Donbass débute le 13 août 1943 avec l'offensive de l'aile droite du front du Sud-Ouest. Ces troupes forcent le Donets et avancent le long de la rive droite de la rivière, aidant le front de la steppe à la libération de Kharkiv.
Le 16 août, les troupes du front du Sud passent à l'offensive et percent la défense allemande sur le fleuve Mious. Entre le 25 août et le matin du 27, les forces soviétiques s'arrêtent brièvement afin d'attendre le renfort de munitions et de fournitures. Malgré cette apparente chance de réformer la ligne et de se retirer vers l'ouest à la meilleure vitesse, le général allemand Hollidt n'obtient aucune approbation, qui entraînera des conséquences désastreuses pour le XXIXe corps. Le 27, l'assaut soviétique reprend pour de bon, et il devient rapidement évident que la 6e armée est sur le point de s'effondrer. Des combats désespérés se déroulent sur tout le front, mais les hommes des 2e armée de la Garde et 5e armée de choc forcent leur chemin, menaçant d'encercler le XXIXe corps. Le 30 août, Taganrog est libéré en combinaison avec une opération navale. Pendant ce temps, la 13e Panzerdivision tente de rétablir le contact avec le corps isolé, mais en vain.
Le 31 août, une nouvelle tentative est initiée par la 6e armée pour relever et retirer les hommes restants piégés dans la poche. Avec la 17e Panzerdivision en tête et avec le soutien de la 3e division GebirgsJäger, un lien ténu est établi avec le XXIXe corps d'armée. Sous le feu impitoyable de l'artillerie soviétique, la poche est rapidement (bien qu'avec des coûts élevés) évacuée juste au sud de Konkowo. La 15e Luftwaffe Feld-Division subit à elle seule de lourdes pertes, son 30e régiment Lw. Jäger est réduit à 400 hommes, sur un effectif initial de 2 400.
Alors que le groupe d'armées Sud est menacé de démembrement et de destruction, Hitler autorise finalement Manstein à se replier à travers le Dniepr le 15 septembre.
Le 1er septembre, les troupes allemandes ont déjà commencé à battre en retraite sur tout le front du Donbass. Le 5 septembre 1943, les troupes soviétiques libèrent Horlivka et Artemivsk, et le 8 septembre, la plus grande ville du Donbass, Stalino (aujourd'hui Donetsk). Pendant ce temps, l'aile sud de la 1re Panzerarmee a du mal à rester en contact avec les éléments en retraite de la 6e armée allemande. Le 6 septembre 1943, cette section du front est brisée par des combats incessants et la pression de l'Armée rouge. Après la chute de Stalino, le général Manstein est contraint de poursuivre sa retraite vers le Dniepr, tout en étant sous la forte pression des chars soviétiques et des unités mécanisées.
Le 9 septembre, cependant, une occasion se présente à la 1re Panzerarmee. La 3e armée de la Garde, en particulier son 1er corps mécanisé, était surexposée dans l'écart entre les armées allemandes et ses flancs manquent de protection. Un kampfgruppe est rapidement formé à partir d'éléments de la 23e Panzerdivision et de la 16e Panzergrenadier-Division et chargé d'attaquer le 1er corps mécanisé du nord et du sud. En l'espace de trois jours, l'écart est comblé avec succès, la majorité des deux corps soviétiques étant désormais derrière les lignes ennemies. Malheureusement pour les Allemands, cette victoire ne put être pleinement exploitée et la retraite vers l'ouest se poursuivit.
Pendant le repli, Manstein mène la tactique de la terre la brûlée tandis que les partisans soviétiques gênent l'armée allemande en retraite.
Poursuivant l'ennemi, les troupes du front du Sud-Ouest chassent le 22 septembre les Allemands derrière le Dniepr à Dnipropetrovsk (Dnipro) et Zaporijjia, tandis que les troupes du front du Sud atteignent le même jour le fleuve Molotchna, mettant fin à l'opération Donbass.

## Issue
À la suite de la victoire soviétique, l'armée allemande est contrainte de se replier de plus de 300 kilomètres sur la ligne Panther-Wotan le long du Dniepr, alors encore en construction.
De plus, la contribution de l'importante région économique ne bénéficiait plus à l'Allemagne nazie et, en 1944, l'Union soviétique avait redémarré ses opérations industrielles dans la région. 
Enfin, la liquidatio de la tête de pont du Kouban est la conséquence logique du succès soviétique : en effet, les troupes soviétiques menacent directement l'isthme de Perekop, conquis en novembre 1943 après avoir conquis Melitopol.

## Après-guerre
En 1949, Erich von Manstein est jugé pour crimes de guerre en Ukraine, reconnu coupable de 9 chefs d'accusation sur 17 et condamné à 18 ans de prison. Il est libéré en 1953 en raison de problèmes de santé et du soutien de Konrad Adenauer, Winston Churchill et d'autres.